# Pilcapilla
Pilcapilla är en ort i Mexiko.   Den ligger i kommunen San Felipe Orizatlán och delstaten Hidalgo, i den sydöstra delen av landet, 200 km norr om huvudstaden Mexico City. Pilcapilla ligger 176 meter över havet och antalet invånare är 193.
Terrängen runt Pilcapilla är kuperad åt sydväst, men åt nordost är den platt. Runt Pilcapilla är det ganska tätbefolkat, med 248 invånare per kvadratkilometer. Närmaste större samhälle är Huejutla de Reyes, 16,3 km öster om Pilcapilla. Omgivningarna runt Pilcapilla är en mosaik av jordbruksmark och naturlig växtlighet.